# Bolitophila
Bolitophila ist eine Gattung der Mücken (Nematocera), sie ist die einzige Gattung der Familie der Bolitophilidae. Früher wurde diese als eine Unterfamilie der Pilzmücken (Mycetophilidae) betrachtet.

## Merkmale
Die Vertreter der Familie sind filigrane langbeinige mittelgroße Mücken, sie erreichen eine Körperlänge zwischen 3 und 10 Millimeter. Wie die verwandten Familien handelt es sich um „bucklig“ wirkende Arten, bei denen der relativ kleine Kopf vom massiven Thorax deutlich überragt wird. Die Grundglieder der Beine (Coxen) sind relativ langgestreckt, die Tibien tragen lange dornartige Sporne. Sie sind an der charakteristischen Flügeladerung von verwandten Familien unterscheidbar. Die Subcosta ist vollentwickelt und mündet in die Costa ein (d. h. sie endet nicht frei). Zwischen Radius und Media ist die Querader r-m deutlich, sie liegt etwa in der Flügelmitte, immer hinter der Querader m-cu. Die Radialader R ist in drei Äste gegabelt, benannt (nach ihrer Homologie zu den Verhältnissen bei anderen Familien) mit R1 (oder R1+2), R4 und R5.
| |
| Schematische Darstellung der Flügeladerung der Untergattung Bolitophila (oben) und Cliopisa (unten). Die Flügelader R4 endet bei den beiden Untergattungen unterschiedlich. Legende: Pt: Pterostigma; C: Costa; Sc: Subcosta; R: Radius; M: Median; Cu: Cubitus; A: Anal; h: humeral; r-m: radio-medial; m-cu: medio-cubital. |
| |

## Systematik
Die Familie umfasst nur eine Gattung, die in zwei Untergattungen geteilt wird.
- Bolitophila Meigen, 1818
  - Bolitophila subgenus Bolitophila (23 Arten). Die Ader R4 (der vierte Ast des Radius) endet im Vorderflügel in der Costa (Randader).
  - Bolitophila subgenus Cliopisa (41 Arten). Die Ader R4 endet im Vorderflügel in R1.[5]

Die neuseeländische Art Arachnocampa luminosa (erstbeschrieben als Bolitophila luminosa) wird heute in die verwandte Familie der Keroplatidae gestellt.

## Verbreitung
Die Familie ist holarktisch verbreitet, wobei drei Arten, davon zwei endemische, in Ostasien auf die Gebirgsregionen der Insel Taiwan, d. h. in die Orientalis übergreifen. 45 Arten sind paläarktisch, 20 kommen in der Nearktis vor.

## Lebensweise
Die Larven ernähren sich von Pilzen. Bei allen Arten, deren Biologie überhaupt bekannt ist, leben sie im sporenbildenden Flechtgewebe der Fruchtkörper von Ständerpilzen. Die Imagines beobachtet man in Wäldern, häufig in Gewässernähe. Viele Arten sind in ihrem Lebensraum durchaus häufig anzutreffen. Einige wenige Arten überwintern als Imagines in Höhlen.

## Fossile Arten
Mangas exilis wurde von Wladimir Grigorowitsch Kowalew nach einem Fund in der Mongolei, in Ablagerungen aus der Unterkreide, beschrieben und einer neuen Unterfamilie Mangasinae der Bolitophilidae zugeordnet, der zusätzlich eine zweite, nie formal beschriebene fossile Art provisorisch zugeordnet worden ist. Nach späteren Bearbeitern ist diese Zuordnung sehr zweifelhaft und vermutlich nicht gerechtfertigt. Heute wird die Art meist einer eigenen Familie Mangasidae zugeordnet, die gemeinsam mit den Diadocidiidae, Ditomyiidae und Keroplatidae die Schwestergruppe der Bolitophilidae bilden würden. Die unzureichend bekannte Art Bolitophila pulveris Lewis, 1969 aus dem Miozän der USA gehört vermutlich in die Familie Mycetophilidae. Damit sind keine derzeit anerkannten fossilen Arten aus der Familie bekannt.